# Túmulo en disco

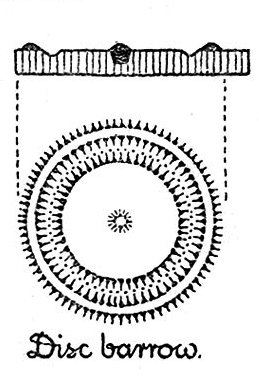
Sección y planta de un túmulo en disco genérico.

Un túmulo en disco es un tipo de túmulo, dentro del grupo de los túmulos redondos, y que en clasificaciones anteriores se encontraba como variedad de los túmulo de prestigio (en inglés fancy barrows), identificada en la lista Descripción de tipos de monumentos del English Heritage de 1988.

## Descripción
Un túmulo en disco cuenta con una plataforma plana de forma circular u ovalada, definida por un banco (también llamado  terraplén o bancal), continuo de tierra y un foso (también llamado dique o zanja), interior, a veces la plataforma se levanta sobre el nivel del suelo circundante. En la plataforma hay uno o más pequeños montículos que cubren entierros humanos depositados en cistas o fosas. Es posible que un túmulo en disco pueda confundirse con un túmulo campaniforme que tenga una amplia berma; la característica distintiva es la presencia de una plataforma de apoyo del pequeño mónticulo del túmulo y el banco continuo alrededor del exterior de la zanja del túmulo.
Los túmulos en disco son un tipo relativamente raros de túmulo de la Edad del Bronce, generalmente ubicados en la región de Wessex en el sur de Inglaterra. Al igual que otros túmulos redondos contemporáneos se consideran monumentos funerarios de la élite social; se ha sugerido que los túmulos en disco de Wessex fueron los lugares de enterramiento de las mujeres importantes, aunque esto se basa en el análisis de un número muy pequeño de depósitos de cremaciones y las suposiciones en base al tipo de los principales elementos de los ajuares recuperados.[cita requerida]
En el siglo XVIII el anticuario William Stukeley se refiere a este tipo de túmulo, como túmulo druida, una denominación que fue continuada por Richard Hoare Colt en el siglo XIX, a pesar de que no se adhirió a la idea de que en su creación había conexión alguna con los druidas.

## Ejemplos notables de túmulos en disco en el sur de Inglaterra

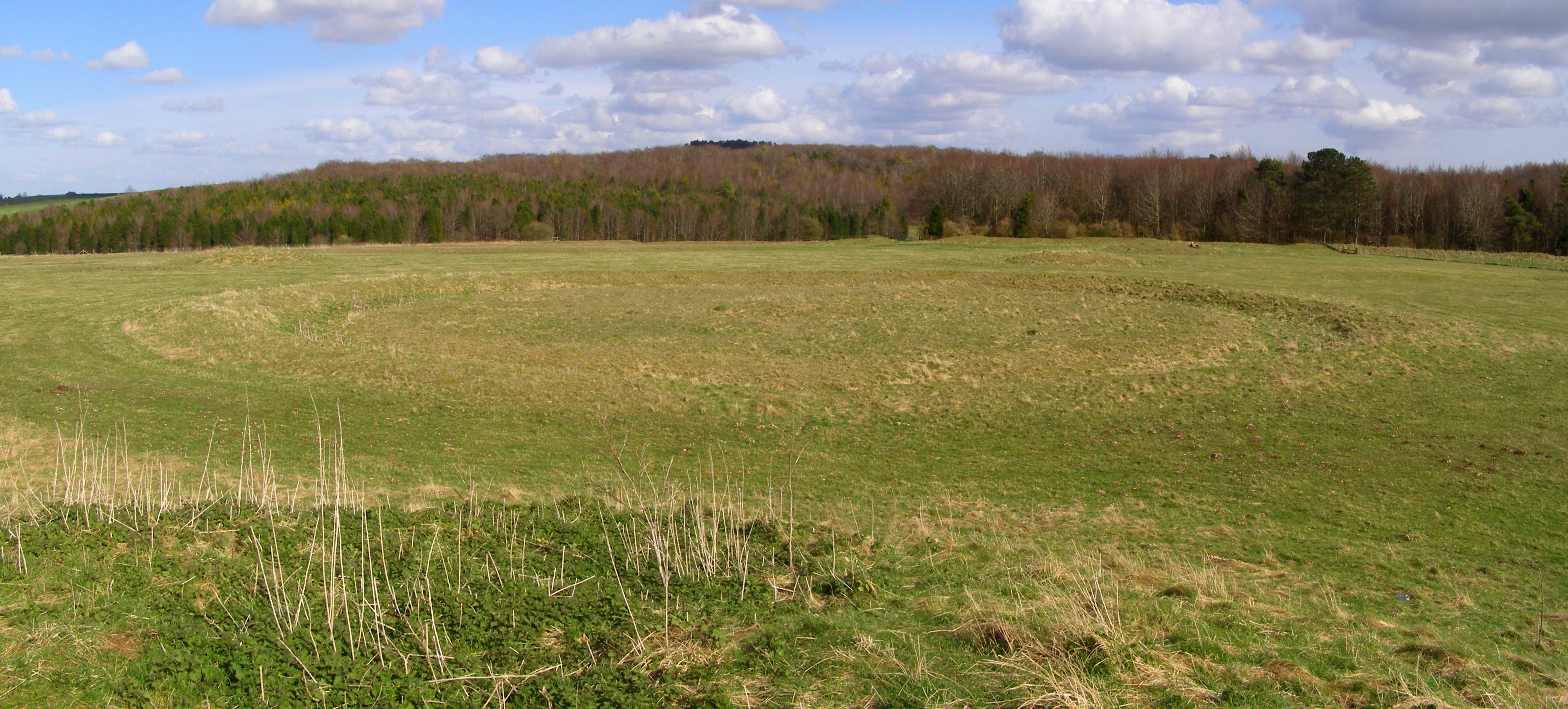
Túmulo en disco en Oakley Down, Dorset.

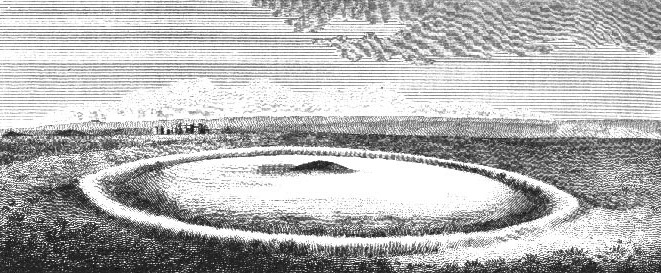
Grabado de un 'túmulo druida' por Sir Richard Colt Hoare.

- El túmulo en disco de Flowerdown en Littleton, cerca de Winchester en Hampshire, es descrito como un "excepcional buen ejemplo" de este tipo de monumentos antiguos.[7]
- En Setley Plain, cerca de Brockenhurst en Hampshire, hay un par de túmulos en disco superpuestos, los cuales se conservan en condiciones particularmente buenas, y son uno de los dos únicos pares de túmulos en disco superpuestos en Inglaterra.[8]
- Existen al menos cinco túmulos en disco en el cementeriod e túmulos de Oakley Down, cerca de Sixpenny Handley en Dorset.[9] Uno de estos túmulos en disco está cortado en el lado sureste por la calzada romana Ackling Dyke,[10] que condujo a los primeros anticuarios, tales como William Stukeley, a concluir que los túmulos eran una característica prerromana.[cita requerida]
- El túmulo en disco de Upwey localizado en el sendero sobre el distrito de Upwey, Weymouth, Dorset; es un ejemplo muy bueno y grande del tipo de túmulos en disco. Tiene un montículo de tierra excepcionalmente grande en el centro para este tipo de túmulos.